# Grille
SdKfz 138/1 Grille (în germană: greierele) a fost un tun autopropulsat folosit de Germania nazistă în timpul celui de-al Doilea Război Mondial. Seria de vehicule blindate Grille era bazată pe șasiul tancului de fabricație cehă Panzer 38(t), fiind dotate cu un tun de infanterie calibrul 15 cm sIG 33.

## Proiectare
Inițial, Grille trebuia să fie fabricat în 200 de exemplare de către uzinele BMM având la bază șasiul tancului Panzer 38(t) Ausf. M, însă pe 6 februarie 1943 Hitler a decis ca producția să fie adaptată pentru șasiul deja existent al modelului Ausf. H . Acestă decizie a fost luată din cauza cererilor urgente pentru vehicule blindate de acest tip, existând și avantajul conversiei tancurilor Panzer 38(t) aflate deja în uz, însă retrase de pe front. 

### Grille Ausf. H
Prima variantă fabricată a acestui tun autopropulsat era bazată pe șasiul tancului Panzer 38(t) Ausf. H, care avea motorul amplasat în spate. Turela tancului a fost îndepărtată, fiind înlocuită cu o suprastructură și compartimentul de luptă. Tunul greu de infanterie calibru 15 cm schweres Infanteriegeschütz 33 era montat în fața acestui compartiment blindat.
Un număr de 91 de vehicule de acest tip au fost fabricate de către uzinele BMM (denumite ČKD Praga înainte de ocuparea Cehoslovaciei de către Germania nazistă), din februarie până în aprilie 1943. Denumirea oficială a acestei variante era 15 cm Schweres Infanteriegeschütz 33 (Sf) auf Panzerkampfwagen 38(t) Ausf. H (Sd.Kfz. 138/1).
Fiindcă vehiculul era bazat pe șasiul modelului Ausf. H, blindajul carcasei era de 50 de mm (în față), iar blindajul suprastructurii era de 25 de mm (frontal).

### Grille Ausf. M
A doua variantă a vehiculului Grille era bazată pe șasiul tancului Panzer 38(t) Ausf. M, care avea motorul amplasat la mijloc. La fel ca în cazul primei versiuni, turela a fost înlocuită cu o nouă suprastructură și compartimentul de luptă. Spre deosebire de modelul Ausf. H, suprastructura era amplasată în spatele vehiculului, fiind mai mică și mai înaltă. Armamentul era același.
Din luna aprilie până în iunie 1943, apoi din octombrie până în septembrie 1944 au fost fabricate 282 de vehicule Grille. 120 de transportoare de muniție au fost construite de asemenea, tunul fiind înlocuit cu rastele pentru muniție. Aceste transportoare puteau fi transformate în vehicule de luptă la nevoie, tunul de 15 cm sIG 33 fiind montat pe șasiu. Grille Ausf. M a fost ultimul vehicul construit care avea la bază acest model de șasiu al tancului Panzer 38(t).
Denumirea oficială a acestui model în inventarul armatei germane era 15 cm Schweres Infanteriegeschütz 33/1 auf Selbstfahrlafette 38(t) (Sf) Ausf. M (Sd.Kfz. 138/1).

## Utilizare
Ambele versiuni erau destinate companiilor schwere Infantreriegeschütz din cadrul regimentelor Panzergrenadier care aparțineau de diviziile Panzer sau Panzergrenadier. Fiecare detașament de tunuri de infanterie avea 6 vehicule la dispoziție. Deși aveau denumiri diferite, nu se făcea distincție între cele două variante pe câmpul de luptă. Grille a fost utilizat în luptele din Rusia, Tunisia, Italia și Franța. În februarie 1945, 173 de tunuri autopropulsate Grille încă erau în inventarul armatei germane.